# بورالا (أسطورة)
بورالا (بالإنجليزية: Boorala)‏ اسم الإله الخالق في أساطير استراليا. وعندما يموت البشر يتجه الصالحون، والأخيار إلى بيت بورالا.